# Палагорио
Палагорѝо (на италиански: Pallagorio, на арбърешки: Puhëriu, Пухъриу, на местен диалект Paraguriu, Парагуриу) е село и община в Южна Италия, провинция Кротоне, регион Калабрия. Разположено е на 554 m надморска височина. Населението на общината е 1296 души (към 2012 г.).
В това село живее албанско общество, наречено арбъреши. Те са се заселили в този район между XV и XVIII век като бежанци от османското владичество. Село Палагорио е част от етнографическия район Арберия.